# Long-Bang Trade Plaza
Le Long-Bang Trade Plaza (龍邦世貿大廈) est un ensemble de deux tours jumelles de 160 mètres de hauteur construit en 1993 à Taichung dans le centre de l'ile de Taïwan. L'ensemble des tours ont une surface de plancher de 70 389 m².
La première tour s'appelle la Long-Bang World Trade Building 1
La deuxième tour s'appelle la Long-Bang World Trade Building 2
Les deux tours abritent des bureaux sur 37 étages
L'architecte est l'agence  TMA Architects & Associates